# Blaeuwe Huus

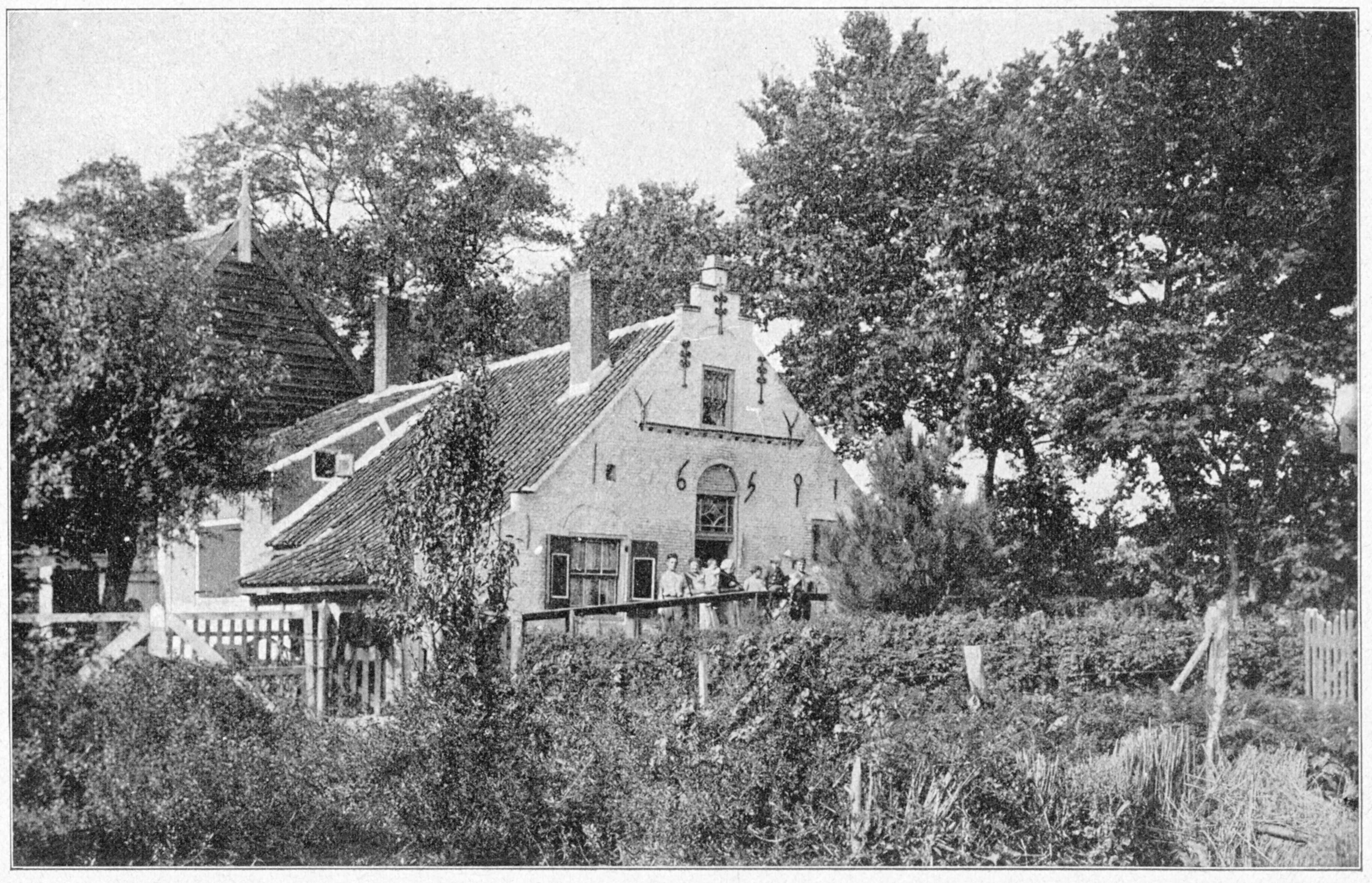
Het Blaeuwe Huus in 1910

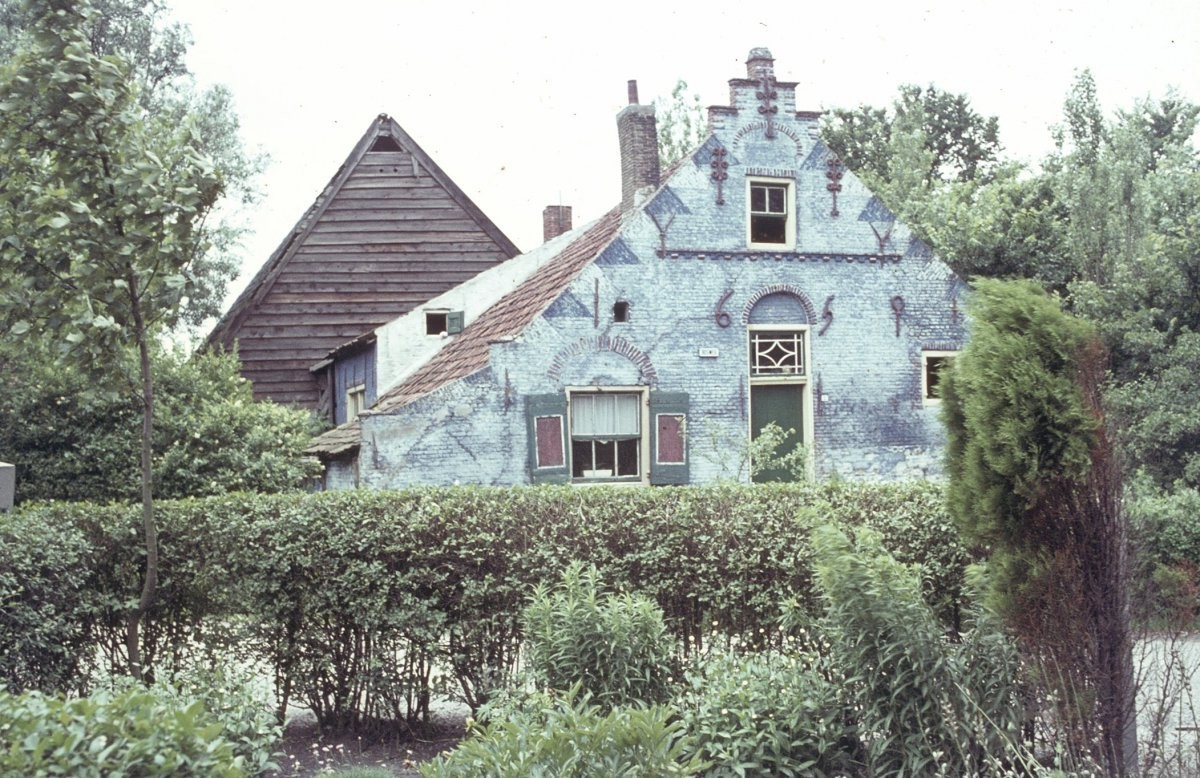
Het Blaeuwe Huus in 1966

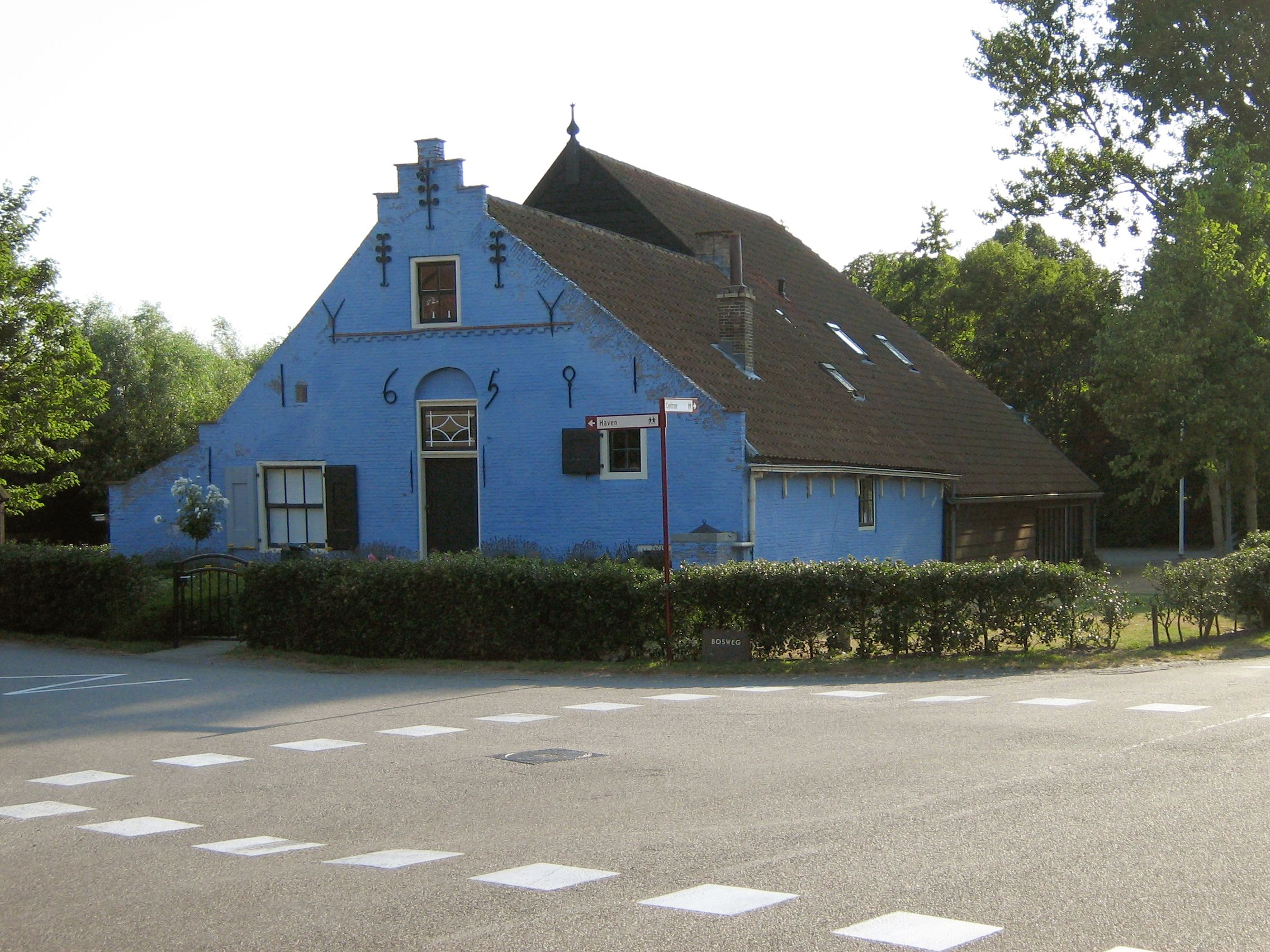
Het Blaeuwe Huus in 2006

Het Blaeuwe Huus is een oude duinboerderij in Ouddorp, in de Nederlandse provincie Zuid-Holland, die tot rijksmonument is verklaard. Volgens opschrift op de boerderij is deze gebouwd in 1650 op het toenmalige eiland Westvoorn. De schuur van de boerderij is gebouwd tussen 1752 en 1825.
In 1963 werd de boerderij onbewoonbaar verklaard. In 1990 werd ze door de familie Hameeteman verkocht aan de gemeente Goedereede. Nog in datzelfde jaar werd de boerderij tot rijksmonument verklaard en vervolgens gerestaureerd.
Tijdens de restauratie werd met behulp van dendrologisch onderzoek aan de hand van de jaarringen de ouderdom van het houtskelet vastgesteld. Hierbij bleek dat dit veel ouder is dan de datum op de gevel aangeeft. Ofwel zou het Blaeuwe Huus al rond 1454 gebouwd zijn, of er zijn toen balken van een ouder gebouw gebruikt. Als men uitgaat van het bouwjaar 1454 zou het Blaeuwe Huus de oudste boerderij van Holland zijn. C. van der Bok gaf als mogelijke verklaring dat het Blaeuwe Huus in de middeleeuwen een houten boerderij is geweest en dat de stenen muren er later omheen gebouwd zijn.

## Afbeeldingen

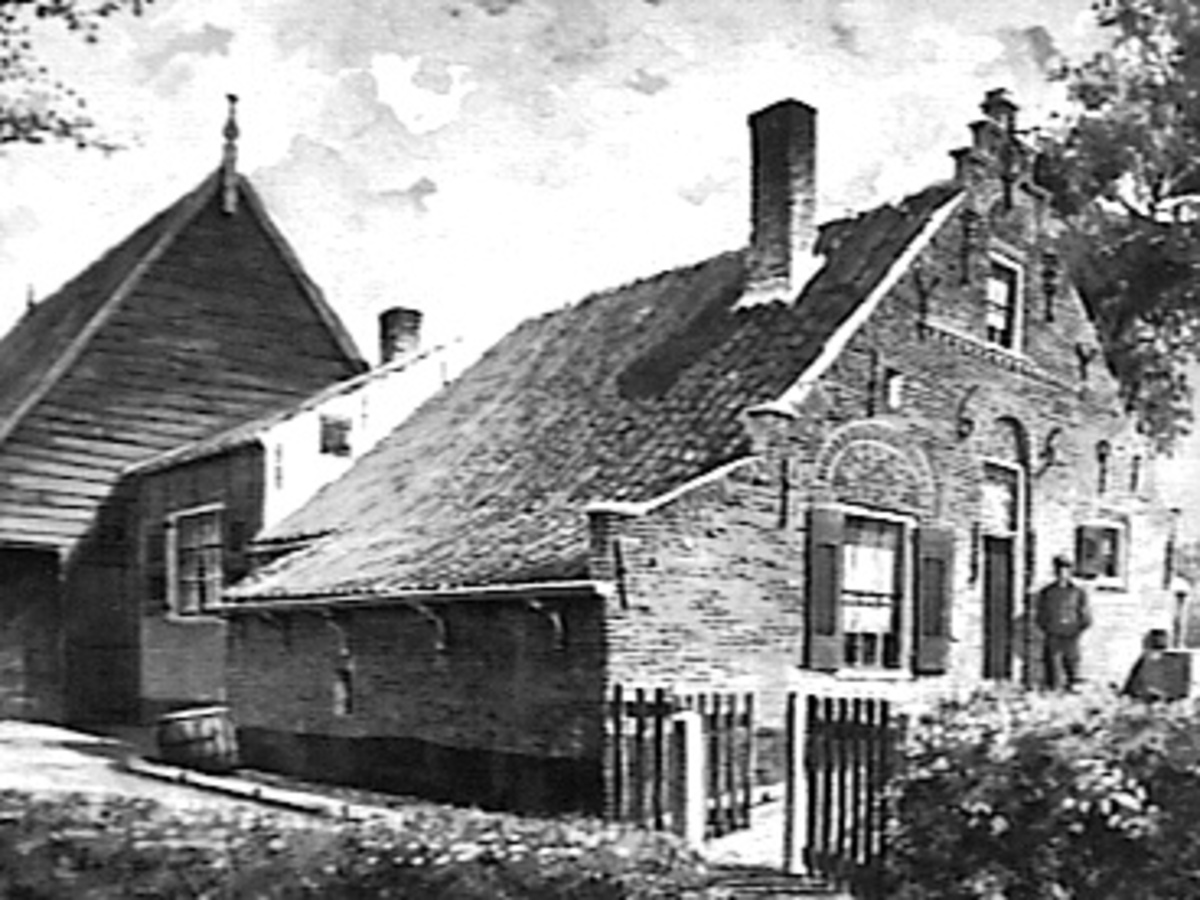
Begin 20e eeuw.
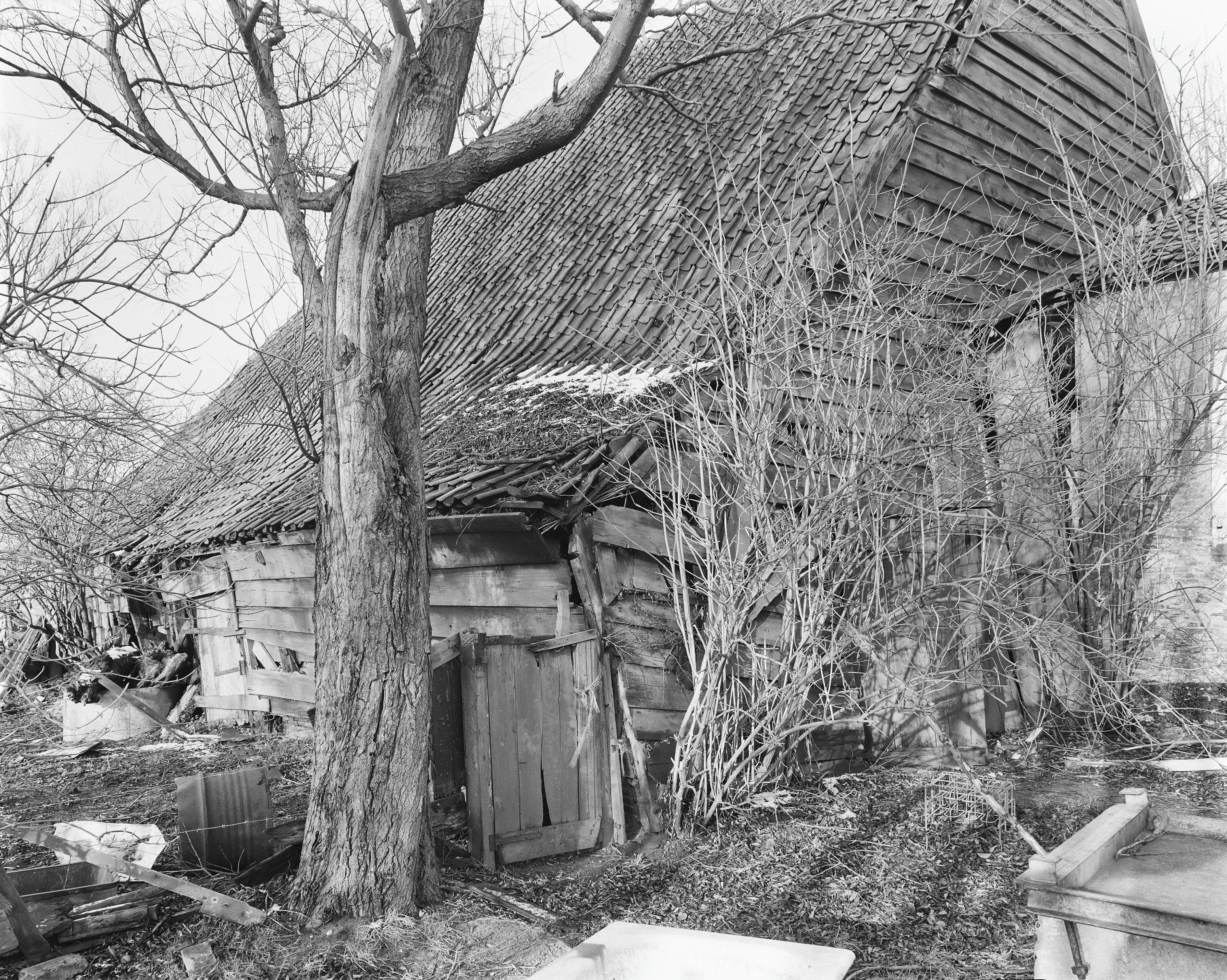
De schuur achter het Blaeuwe Huus in 1969.
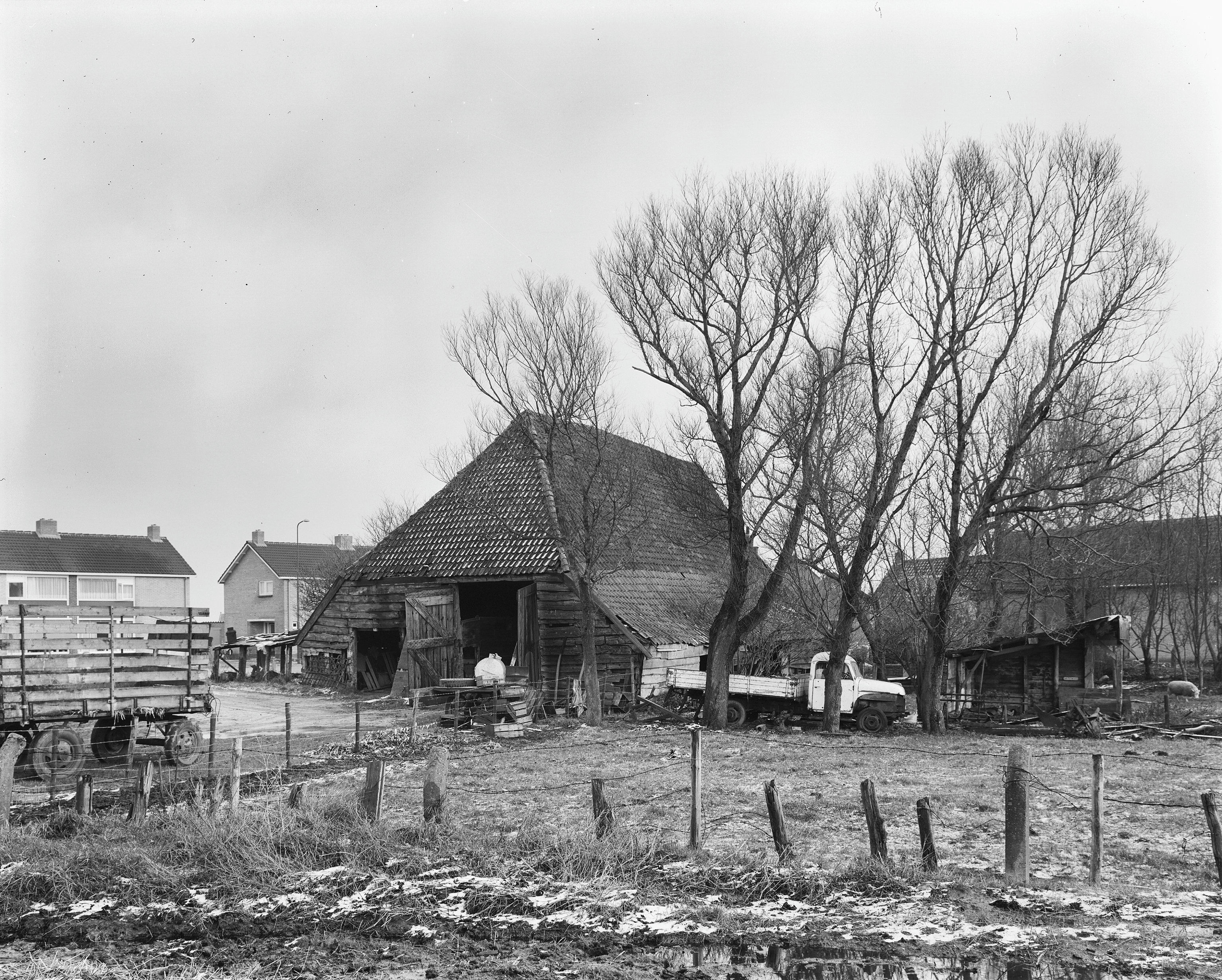
De schuur achter het Blaeuwe Huus in 1969.
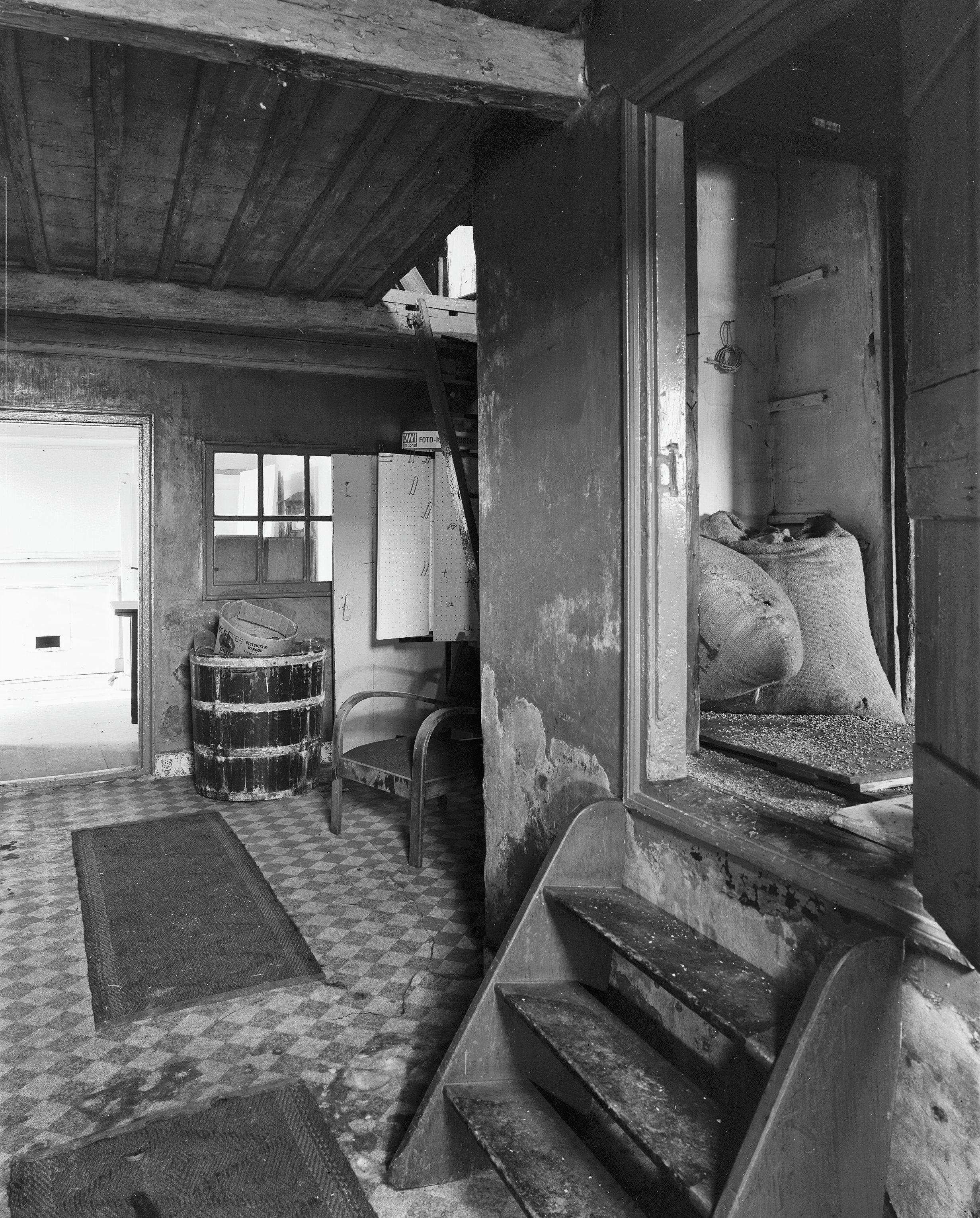
Interieur in 1969
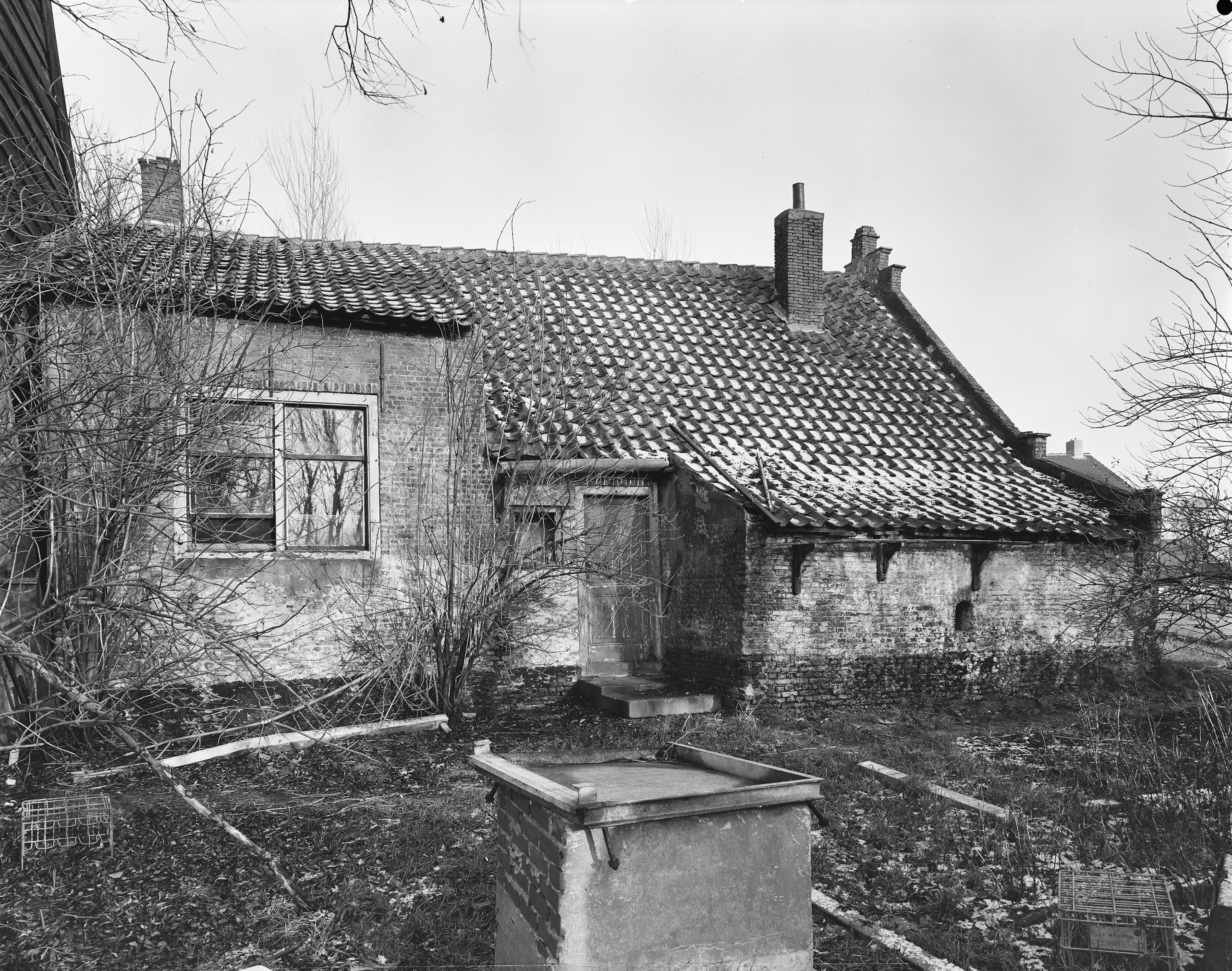
Linker zijgevel in 1969
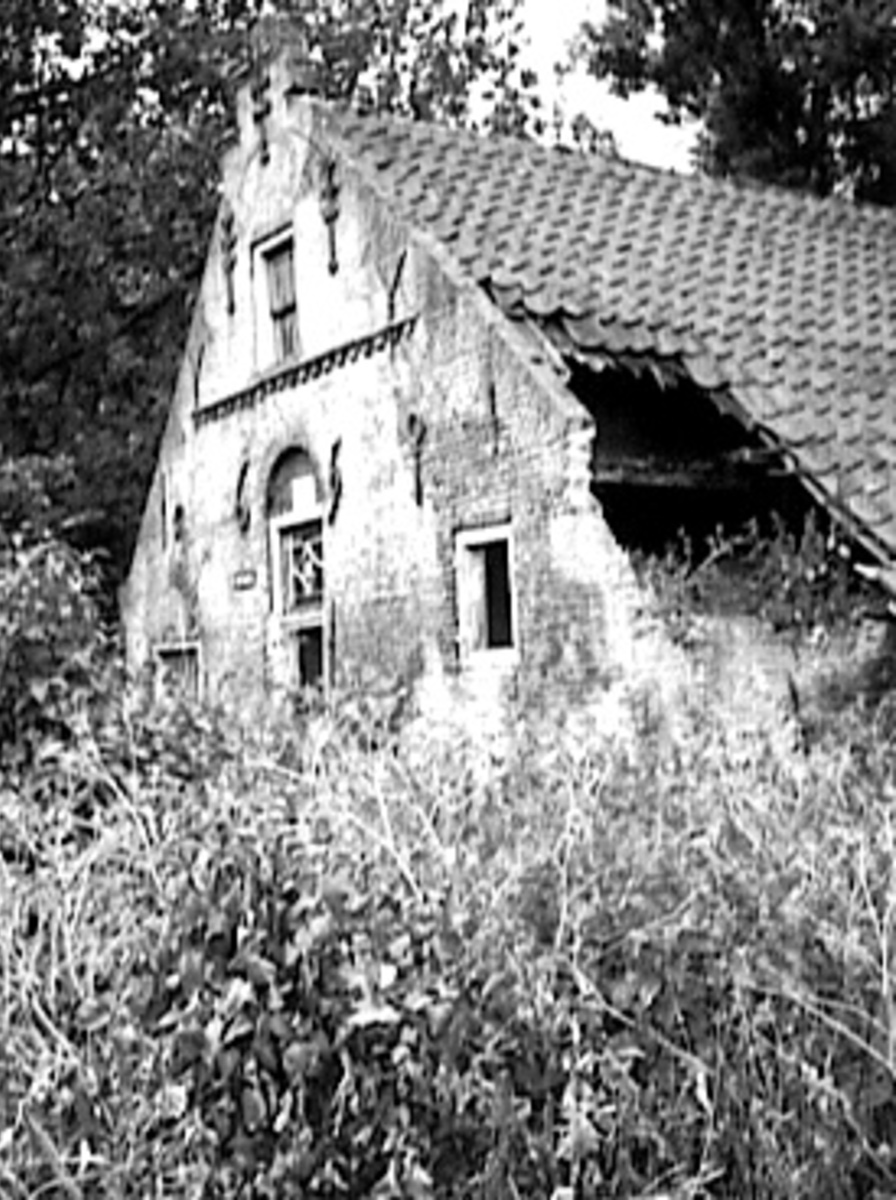
Verval in 1986